# 波别达 (波克罗夫斯克区)
波别达（羅馬化：Pobeda），或按乌克兰语名译为佩雷莫哈（烏克蘭語：Перемога），是乌克兰東部顿涅茨克州波克羅夫斯克區马林卡市镇内的村庄。该村于2024年2月22日被俄罗斯军队占领。

## 人口统计
根据2001年烏克蘭人口普查，该村的人口为726人。该村人口的母语比率占比：
- 乌克兰语：23.11%
- 俄语：74.14%